# Alfabeto inglese
L'alfabeto inglese è basato sull'alfabeto latino.

## Lettere dell'alfabeto inglese moderno
L'alfabeto inglese comprende 26 lettere:
```
A
 – 
B
 – 
C
 – 
D
 – 
E
 – 
F
 – 
G
 – 
H
 – 
I
 – 
J
 – 
K
 – 
L
 – 
M
 – 
N
 – 
O
 – 
P
 – 
Q
 – 
R
 – 
S
 – 
T
 – 
U
 – 
V
 – 
W
 – 
X
 – 
Y
 – 
Z
 - 
&
 (quest'ultima rimossa dall'alfabeto)
```

8 lettere rappresentano suoni vocalici, o vocali (monottonghi e dittonghi, i quali possono trovarsi da soli o come combinazione di digrafi): "A", "E", "I", "O", ”R”, "U", ”W”, "Y".
Ventuno lettere rappresentano suoni consonantici, o consonanti : "B", "C", "D", "F", "G", "H", "J", "K", "L", "M", "N", "P", "Q", "R", "S", "T", "U", "V", "W", "X", "Y", "Z".
La lettera "Y" può assumere ruolo sia di consonante che di vocale.
La lettera "W" indica di per sé un suono consonantico, ma si usa anche nei digrafi per rappresentare suoni vocalici. Nella pronuncia britannica, lo stesso può valere anche per la lettera "R".

## Digrammi
I seguenti digrammi sono utilizzati nella lingua inglese:
1. sh = [ʃ], "shine" [ʃaɪn];
2. zh = [ʒ], "Zhukov" [ˈʒukov] (solo nelle trascrizioni pratiche);
3. ch = [tʃ], "China" [ˈtʃaɪnə]; = [k] si trova in parole di origine greca - "echo" [ˈekəʊ], così come in prestiti da alcune altre lingue: ebraico - "Michele" [ˈmaɪkəl]; Tedesco - "Mach" [mak]; a volte = [ʃ] in parole francesi - "Michigan" [ˈmɪʃɪgən], "machine" [məˈʃi: n]; e così via.;
4. kh = [x], "Kharkiv" [ˈxarkiv] (solo nelle trascrizioni pratiche);
5. th = [ð] o [θ], "the" [ðiː, ðə], "think" [θɪŋk];
6. ph = [f] si trova in parole di origine greca.

## Segni diacritici
I segni diacritici si utilizzano raramente nei testi inglesi e si trovano principalmente nelle parole prese in prestito, conservando la loro ortografia che avevano nella loro lingua di origine, spesso il francese: nella parola café "cafe" l'accento acuto indica che in inglese, dopo il prestito dal francese, la lettera "e" non è muta, poiché si troverebbe alla fine di una parola, mancando di un tratto distintivo. Questo segno e il tratto con l'accento in direzione opposta (accento grave), in francese, denotano suoni vocalici di uno o dell'altro grado di apertura: il sollevamento della lingua. In francese l'accento cade sempre sull'ultima vocale pronunciata di ogni parola significativa.
Non appena tali parole sono naturalizzate nella lingua inglese, di solito perdono i loro segni diacritici, come è successo con i prestiti di vecchia acquisizione, come, per esempio, la parola francese hôtel. Nell'inglese colloquiale, i segni diacritici sono spesso omessi a causa della mancanza di lettere sulla tastiera, mentre i copywriter e i tipografi professionisti preferiscono usarli. Le parole che sono ancora percepite come estranee spesso mantengono i segni diacritici. Per esempio, l'unica ortografia della parola soupçon trovata nei dizionari inglesi (Oxford e altri) utilizza un segno diacritico. I diacritici sono spesso mantenuti quando, in loro assenza, è possibile fare confusione con un'altra parola (ad esempio, résumé (o resumé (il CV), al posto di resume "riprendere, rincominciare") e, raramente, viene aggiunto (come in maté, dallo spagnolo yerba mate, ma seguendo l'ortografia di café, dal francese).
È possibile aggiungere un accento acuto, uno grave o una dieresi sopra la "e" a fin di parola per indicare che quella lettera è pronunciata, come, ad esempio, la parola giapponese saké.
In genere, i segni diacritici spesso non vengono utilizzati neanche in circostanze che potrebbero far evitare confusione o fraintendimenti.

## Storia
La scrittura in lingua inglese apparve all'incirca nel V secolo, per l'alfabeto furono utilizzate le rune anglosassoni, delle quali si sono conservati solo alcuni piccoli frammenti delle iscrizioni di quei tempi. La sostituzione delle rune con lettere latine iniziò a partire dal VII secolo con l'arrivo dei missionari cristiani.
Nel 1011 un monaco dell'abbazia benedettina di nome Bortfert (Byrhtferð) usava l'alfabeto inglese composto da 23 lettere dell'alfabeto latino (senza la «J», «U» e «W»), integrate dall'ampersand (la e- commerciale "&"), e da quattro lettere, basate su le rune anglosassoni: «ȝ" (Yoȝ, yog), Wunyo (ƿ), Thorn (þ), "Ð" e legatura "Æ". Quest'ultima all'inizio era la rappresentatione del dittongo latino, ma solo successivamente fu promossa a lettera vera e propria.
La variante del monaco benedettino assomigliava a questa:
Nel XVI secolo, le lettere "U" e "J" furono proposte come derivate delle lettere "V" e "I" e ricevettero lo status di lettera separata della legatura "W" ("VV"). Le legature "æ" e "œ" possono essere utilizzate in alcune parole di origine greca e latina, come "encyclopædia" - enciclopedia, ma a causa dei limiti tecnici delle tastiere e dei dispositivi di battitura, sono spesso sostituite con "ae" e "oe", rispettivamente.

## Frequenza delle lettere
La lettera che si incontra con più frequenza nella lingua inglese è la "E", mentre quella con meno frequenza è la "Z".
Di seguito è riportato una lista delle lettere con la frequenza più alta utilizzate in inglese  .
| Lettera      | E    | T    | A    | O    | I    | N    | S    | H    | R    | D    | L    | C    | U    | M    | W    | F    | G    | Y    | P    | B    | V    | K    | X    | J    | Q   | Z    |
| ------------ | ---- | ---- | ---- | ---- | ---- | ---- | ---- | ---- | ---- | ---- | ---- | ---- | ---- | ---- | ---- | ---- | ---- | ---- | ---- | ---- | ---- | ---- | ---- | ---- | --- | ---- |
| Frequenza, % | 12,7 | 9,06 | 8,17 | 7,51 | 6,97 | 6,75 | 6,33 | 6,09 | 5,99 | 4,25 | 4,03 | 2,78 | 2,76 | 2,41 | 2,36 | 2,23 | 2,02 | 1,97 | 1,93 | 1,49 | 0,98 | 0,77 | 0,15 | 0,15 | 0,1 | 0,05 |

- la frase "The quick brown fox jumps over the lazy dog" contiene tutte e 26 le lettere dell'alfabeto inglese.